# Litoměřice město

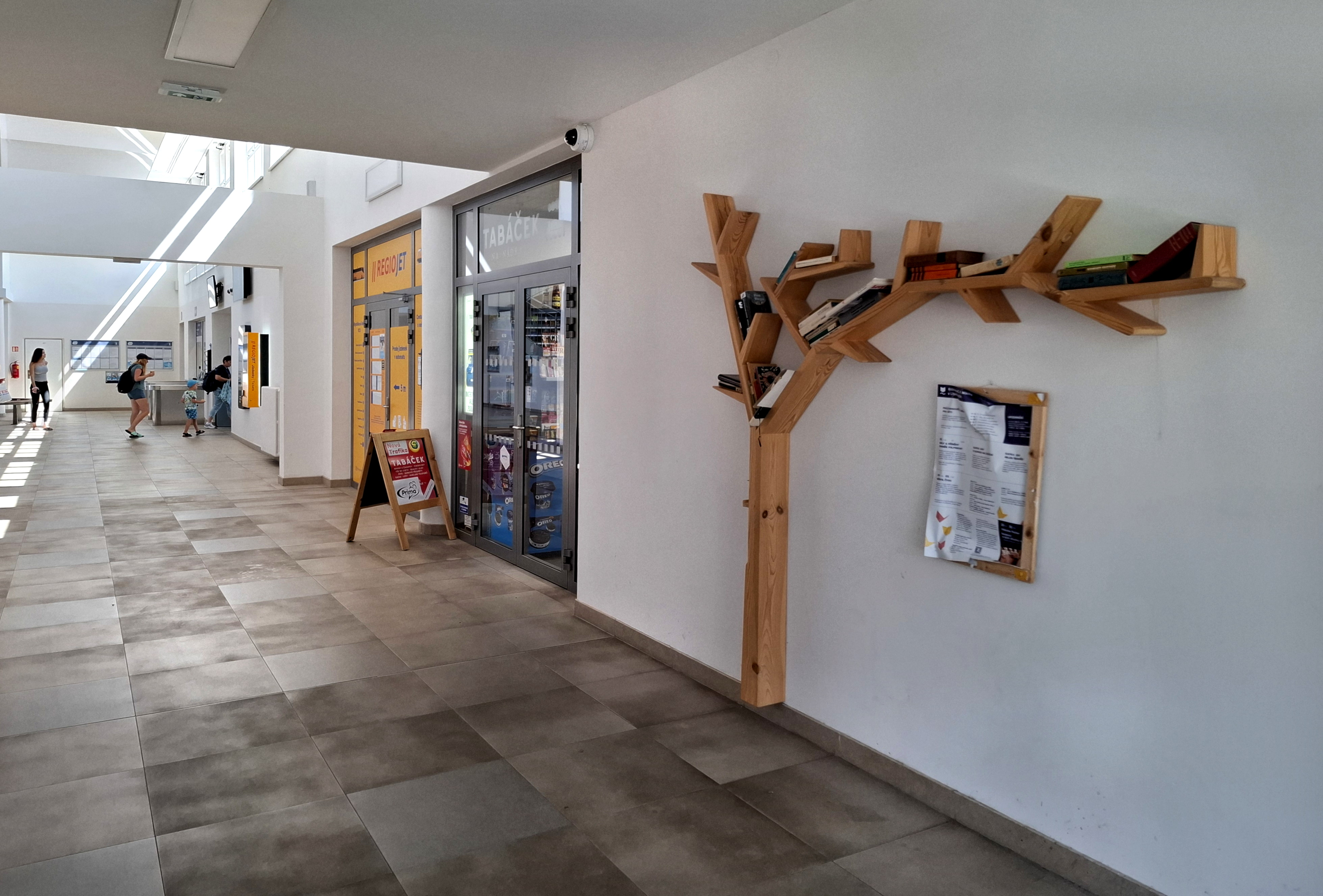
Interiér nádraží

Litoměřice město je železniční stanice, jeden z dopravních uzlů v Litoměřicích. Nachází se v jihovýchodní části města a leží na trati 072. Stanice má boční nástupiště. Leží v traťovém úseku Litoměřice dolní nádraží – Velké Žernoseky, konkrétně v těsné blízkosti dolního nádraží (nástupiště končí cca 30 metrů od vjezdových návěstidel).

## Historie
V lednu 1874 byl spuštěn provoz na Rakouské severozápadní dráze (ÖNWB) skrz tunel, který byl proražen pod historickým centrem Litoměřic a stal se tak nejnáročnější stavbou na celé trati. Při spuštění provozu bylo jediným místem, kde mohli cestující nastupovat, dolní nádraží, které se nachází přes 1 kilometr vzdušnou čarou od současné stanice. To se pochopitelně místním obyvatelům nelíbilo a proto v roce 1884 byla uvedena v provoz stanice Litoměřice město u západního portálu litoměřického tunelu.
V roce 1958 došlo k elektrifikaci tratě, díky čemuž se trať obrysově nevešla do stávající stopy (tunel nebyl schopen pojmout dvoukolejnou elektrifikovanou trať), došlo tedy k jejímu opuštění. Přeložka si našla cestu po břehu řeky Labe, stará stanice byla vyřazena z provozu a byla vybudována železniční stanice nová v ulici Marie Pomocné (kde stojí dodnes).

## Současnost
V železniční stanici zastavují osobní vlaky linky U32 (Lysá nad Labem/Štětí – Ústí nad Labem západ) a rychlíky (Kolín – Ústí nad Labem, linka R23), které od jízdního řádu 2021/2022 provozuje společnost RegioJet.
V nedávné minulosti (před rokem 2011) prošla stanice rekonstrukcí a dočkala se nové fasády.

## Výpravní budovy
V roce 1884 byly společností ÖNWB vykoupeny pozemky asi sto metrů od západního ústí Litoměřického tunelu a zřízená provizorní zastávka s dřevěnými přístavbami, která byla otevřena 20. května 1884. S prudkým rozvojem přepravy bylo provizorium nahrazeno trojkřídlou budovou ve stylu klasicismu. V roce 2013 budovu zakoupili manželé Plíhalovi. Výpravna byla adaptována na prvorepublikovou kavárnu (design Monika White a Michael White), podkrovní byty a obchod. Kavárna (Kavárna s párou) byla otevřená v roce 2014.
Po přeložení tratě v roce 1958 byla postavena nová výpravní budova ve stylu novoklasicismu s prvky bruselského stylu.